# Chabarowsk

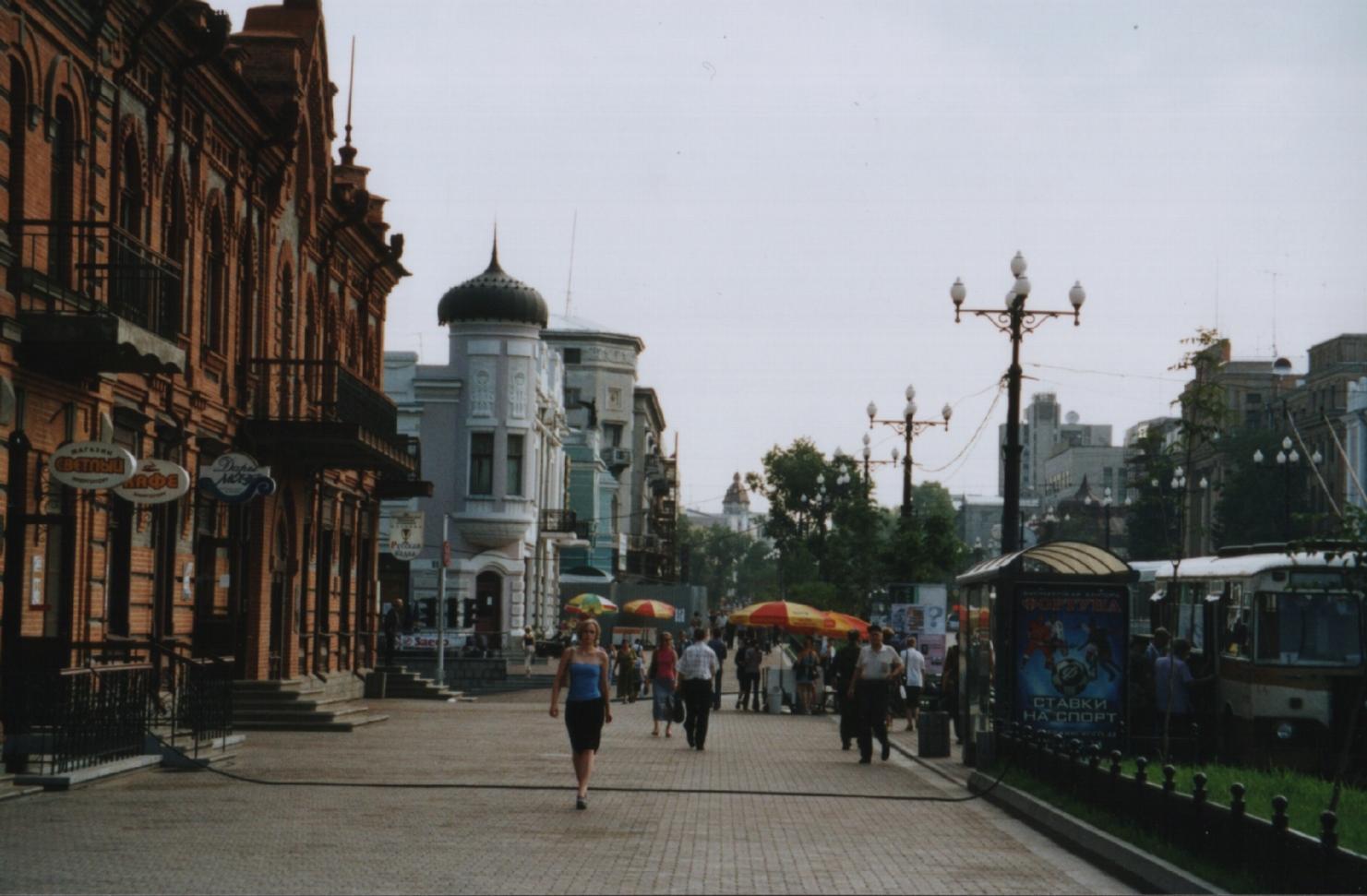
Uliza Murawjowa-Amurskogo, eine der Hauptstraßen

Chabarowsk (russisch Хабаровск [xɐˈbarəfsk] ⓘ; historisch auch chinesisch 伯力, Pinyin Bólì) ist eine Stadt in Russland am Amur, nahe der Grenze zu China. Sie hat 617.441 Einwohner (Stand 1. Oktober 2021) und ist die Hauptstadt der Region Chabarowsk im russischen Föderationskreis Ferner Osten in Ostasien.

## Geographie
Chabarowsk liegt im Fernen Osten Russlands am Fluss Amur auf 25 m ü. NN, 20 km entfernt von der chinesischen Grenze und 900 km nördlich von (und in der gleichen Zeitzone wie) das am Pazifik gelegene Wladiwostok.
Das Klima ist kontinental. Es wird im Winter mittags selten kälter als −30 Grad und ist daher deutlich milder als in den Gebieten nördlich oder westlich der Region Chabarowsk. Dafür weht häufig ein eisiger Wind über den Amur und durch die riesige Ebene, in der die Stadt liegt.
Der Amur führt bei Chabarowsk 1000 m³/s Wasser (Januar 1985) bzw. 17.300 m³/s Wasser (Mai 1985) und ändert immer wieder sein Flussbett, was besonders für den Grenzverlauf mit China Folgen hat, der immer wieder auf der politischen Tagesordnung ist. Etwas flussaufwärts vor der Stadt mündet der Ussuri in den Amur, der danach an Chabarowsk entlangfließt. Er verzweigt sich neben seinem Hauptarm in unzählige Nebenarme. Er ist im Stadtgebiet ca. zwei Kilometer breit und fließt weiter in den Tatarensund zwischen dem russischen Festland und der Insel Sachalin. Im Winter ist der Fluss stets zugefroren (November bis März) und wird zum Teil auch mit Radfahrzeugen befahren (seltener seit Fertigstellung der Straßenebene auf der Eisenbahnbrücke über den Fluss). Im Sommer wird er als Verkehrsweg genutzt, da er von Chabarowsk bis zur Mündung schiffbar ist.
Seit dem Unfall in einem Chemiewerk in China im Herbst 2005, wodurch auch der Amur vergiftet wurde, ist das Baden, das auch vorher zumindest am Strand der Chabarowsker Innenstadt wegen der schlechten Wasserqualität schon problematisch war, generell bedenklich geworden.
|                       | Jan   | Feb   | Mär   | Apr  | Mai  | Jun  | Jul  | Aug  | Sep  | Okt | Nov   | Dez   |   |      |
| Mittl. Tagesmax. (°C) | −16,9 | −12,4 | −2,3  | 9,7  | 17,9 | 23,5 | 26,4 | 24,2 | 18,4 | 9,3 | −3,5  | −14,1 | ⌀ | 6,8  |
| Mittl. Tagesmin. (°C) | −24,3 | −21,2 | −11,7 | −0,2 | 6,7  | 12,9 | 16,9 | 15,7 | 9,0  | 0,4 | −11,1 | −21,1 | ⌀ | −2,2 |
|                       |       |       |       |      |      |      |      |      |      |     |       |       |   |      |
| Niederschlag (mm)     | 15    | 11    | 17    | 43   | 58   | 82   | 144  | 154  | 89   | 51  | 23    | 18    | Σ | 705  |
|                       |       |       |       |      |      |      |      |      |      |     |       |       |   |      |
| Regentage (d)         | 3     | 3     | 4     | 7    | 9    | 9    | 10   | 11   | 10   | 7   | 5     | 5     | Σ | 83   |

| −24,3 |

| −21,2 |

| −11,7 |

| −0,2 |

| 6,7 |

| 12,9 |

| 16,9 |

| 15,7 |

| 9,0 |

| 0,4 |

| −11,1 |

| −21,1 |

| −24,3 |

| −21,2 |

| −11,7 |

| −0,2 |

| 6,7 |

| 12,9 |

| 16,9 |

| 15,7 |

| 9,0 |

| 0,4 |

| −11,1 |

| −21,1 |

## Geschichte

### Vor 2000

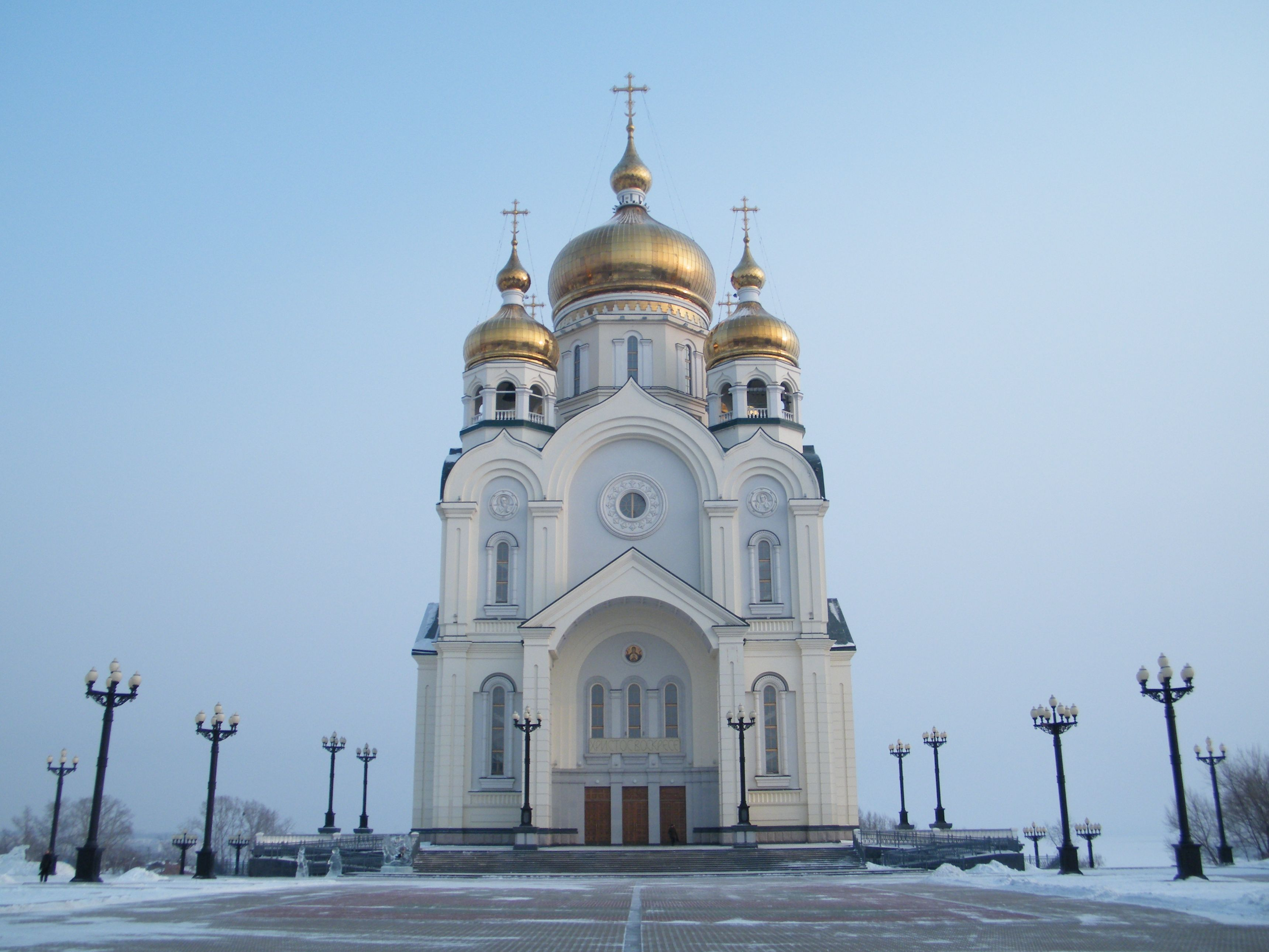
Verklärungskirche

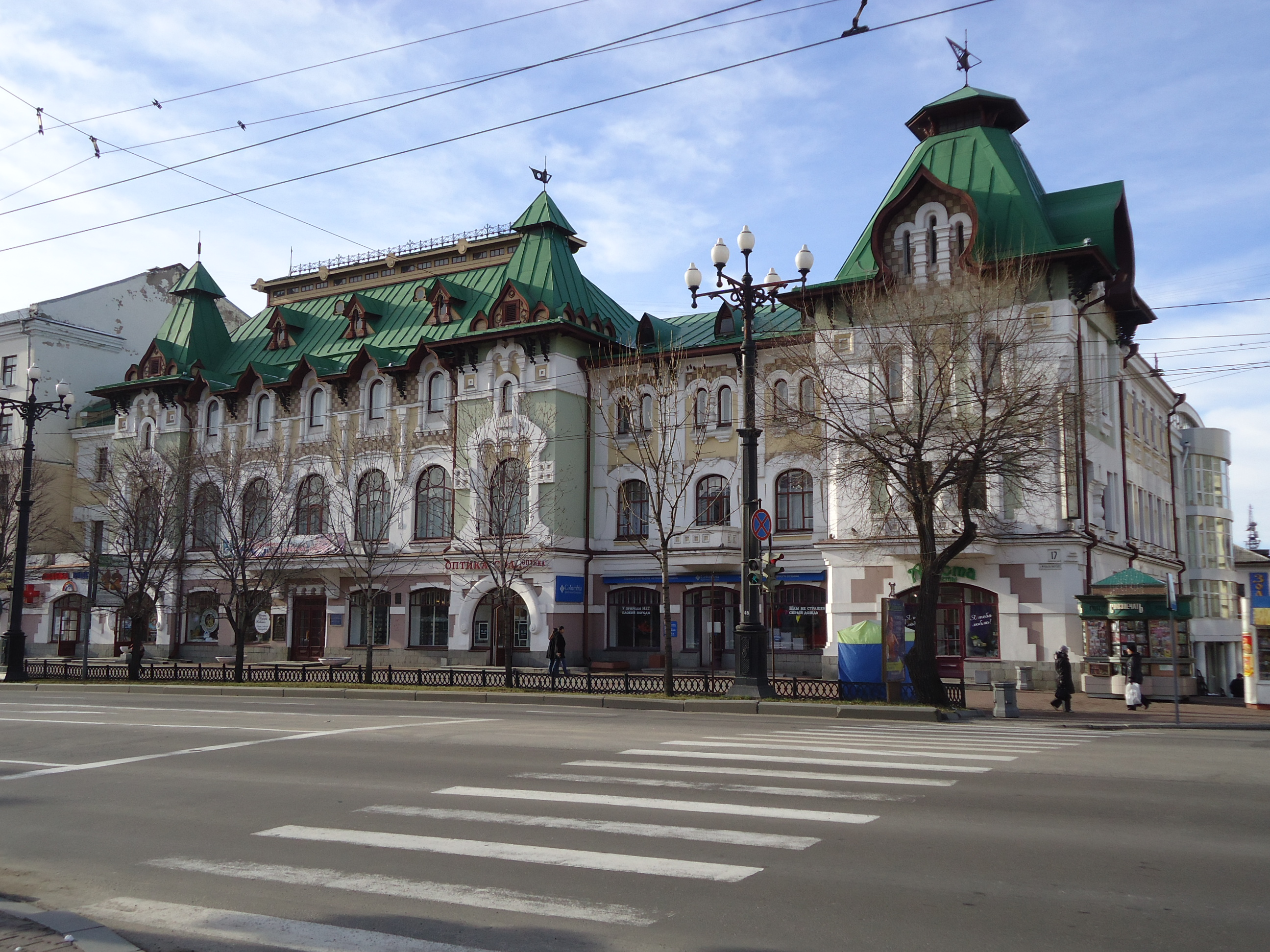
Altes Stadtduma-Gebäude

Chabarowsk wurde 1858 als Militärposten an der Mündung des Ussuri in den Amur gegründet und nach dem Kosaken Jerofei Pawlowitsch Chabarow, der im 17. Jahrhundert die Gegend erkundete, Chabarowka genannt. 1895 erhielt es seinen heutigen Namen.
Von August 1920 bis November 1922 gehörte die Stadt zur Fernöstlichen Republik, einem Marionettenstaat Sowjetrusslands. Im November 1922 wurde die Fernöstliche Republik Sowjetrussland eingegliedert.
Im Januar 1926 wurde der Fernöstliche Kraj mit der Hauptstadt in Chabarowsk geschaffen.
Während des Sowjetisch-chinesischen Grenzkriegs 1929 befand sich das Hauptquartier der Roten Armee in Chabarowsk. Bis heute ist der Ort Hauptstützpunkt des Militärbezirks Ferner Osten.
1938 wurde der Fernöstliche Kraj in Kraj Chabarowsk und Kraj Primorje aufgeteilt.
1949 fanden in der Stadt die Kriegsverbrecherprozesse gegen zwölf Mitglieder der japanischen Armee statt.

### Nach 2000
Von 2000 bis Dezember 2018 war die Stadt das Verwaltungszentrum des Föderationskreises Ferner Osten.
Die Gouverneurswahlen in Kraj Chabarowsk von 2013 wurden von Wiatscheslaw Sport aus der Partei Einiges Russland gewonnen. Nach den Wahlen für das regionale Parlament von 2014 erhielt Einiges Russland 30 von 36 Mandaten.
2018 wurden die Gouverneurswahlen überraschend von einem ehemaligen Geschäftsmann und Mitglied der LDPR, Sergei Furgal, gewonnen. Er wurde schnell populär, und nach den Wahlen für das regionale Parlament von 2019 erhielt die LDPR 30 Mandate von 36, die Partei Einiges Russland hingegen nur zwei.
Während der im Juni und Juli 2020 stattgefundenen Volksbefragung zu den Verfassungsänderungen war die Beteiligung in Kraj Chabarowsk eine der niedrigsten in Russland, der Anteil der Ja-Stimmen war ebenfalls unterdurchschnittlich.
Am 9. Juli wurde der Gouverneur Sergei Furgal angeblich wegen der Beteiligung an 2004 und 2005 stattgefundenen Morden festgenommen und nach Moskau gebracht. Präsident Putin setzte ihn nach wenigen Tagen per Dekret ab und ernannte Michail Degtjarjow zum amtierenden Gouverneur von Chabarowsk. Michail Degtjarjow war bis Dezember 2005 Mitglied der Partei Einiges Russland und Funktionär der putinfreundlichen Jugendorganisation Die gemeinsam Gehenden, danach wechselte er zur LDPR, galt aber weiterhin als putintreues Mitglied in der russischen Systemopposition.
Nach der Verhaftung von Furgal und besonders nach dem Amtsantritt des nie zuvor im russischen Fernosten gewesenen Degtjarjow flammten in Chabarowsk und anderen Orten der Region Proteste auf.

## Bevölkerung
Von den fast 1,3 Mio. Einwohnern der Region Chabarowsk leben fast die Hälfte in der Stadt Chabarowsk – neben der Mehrheit der Russen auch Koreaner (die sich selbst Korjo-Saram nennen), Ukrainer und Chinesen.
Seit der Gründung steigt die Bevölkerung stetig an, nur um den Jahrtausendwechsel gab es einen Rückgang.
In den letzten Jahren wurde Wladiwostok überholt.
| Jahr | Einwohner |
| ---- | --------- |
| 1897 | 014.971   |
| 1939 | 199.172   |
| 1959 | 322.744   |
| 1970 | 435.962   |
| 1979 | 527.848   |
| 1989 | 600.623   |
| 2002 | 583.072   |
| 2010 | 577.441   |
| 2021 | 617.441   |

Anmerkung: Volkszählungsdaten

## Sport

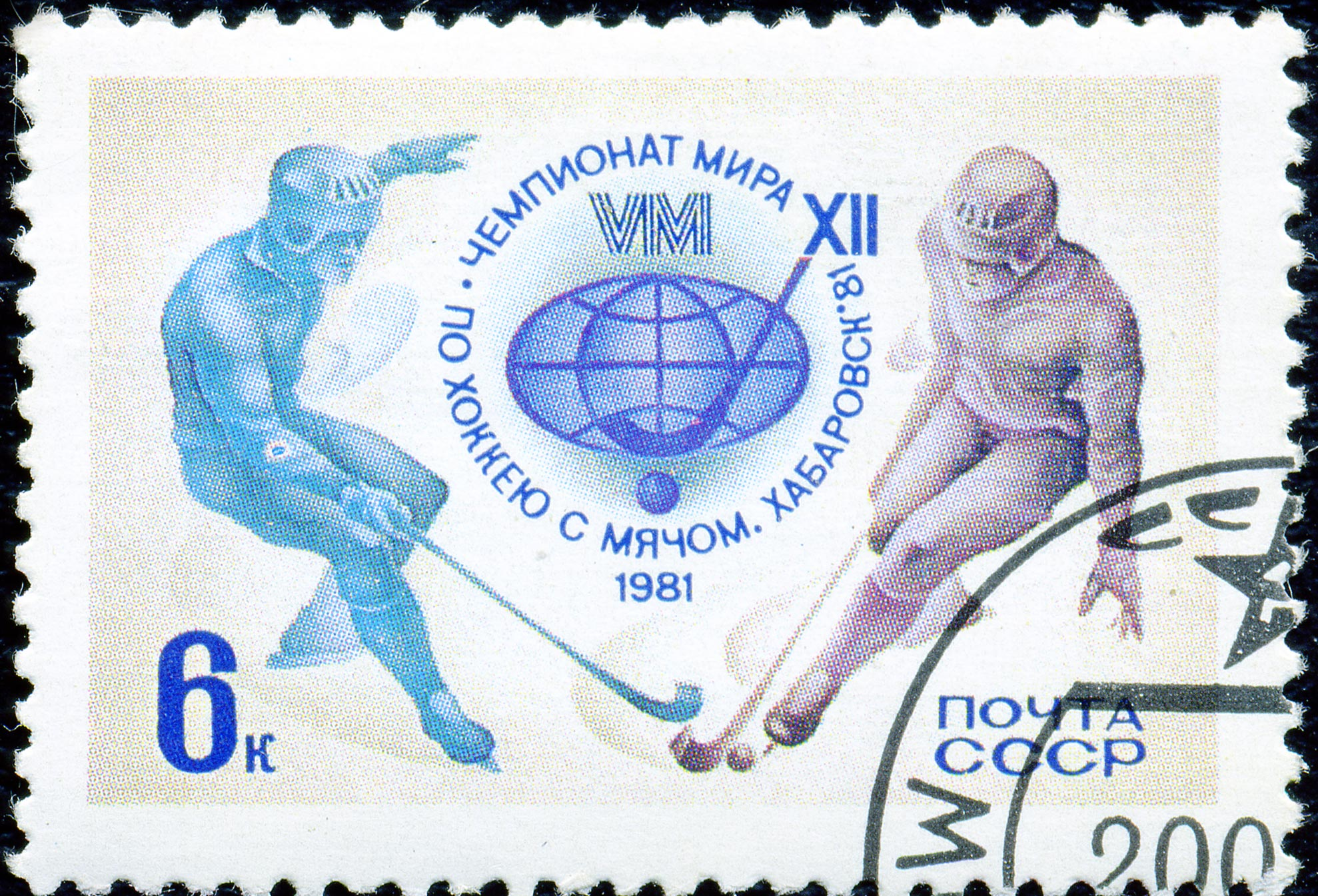
Die Bandy-Weltmeisterschaft 1981

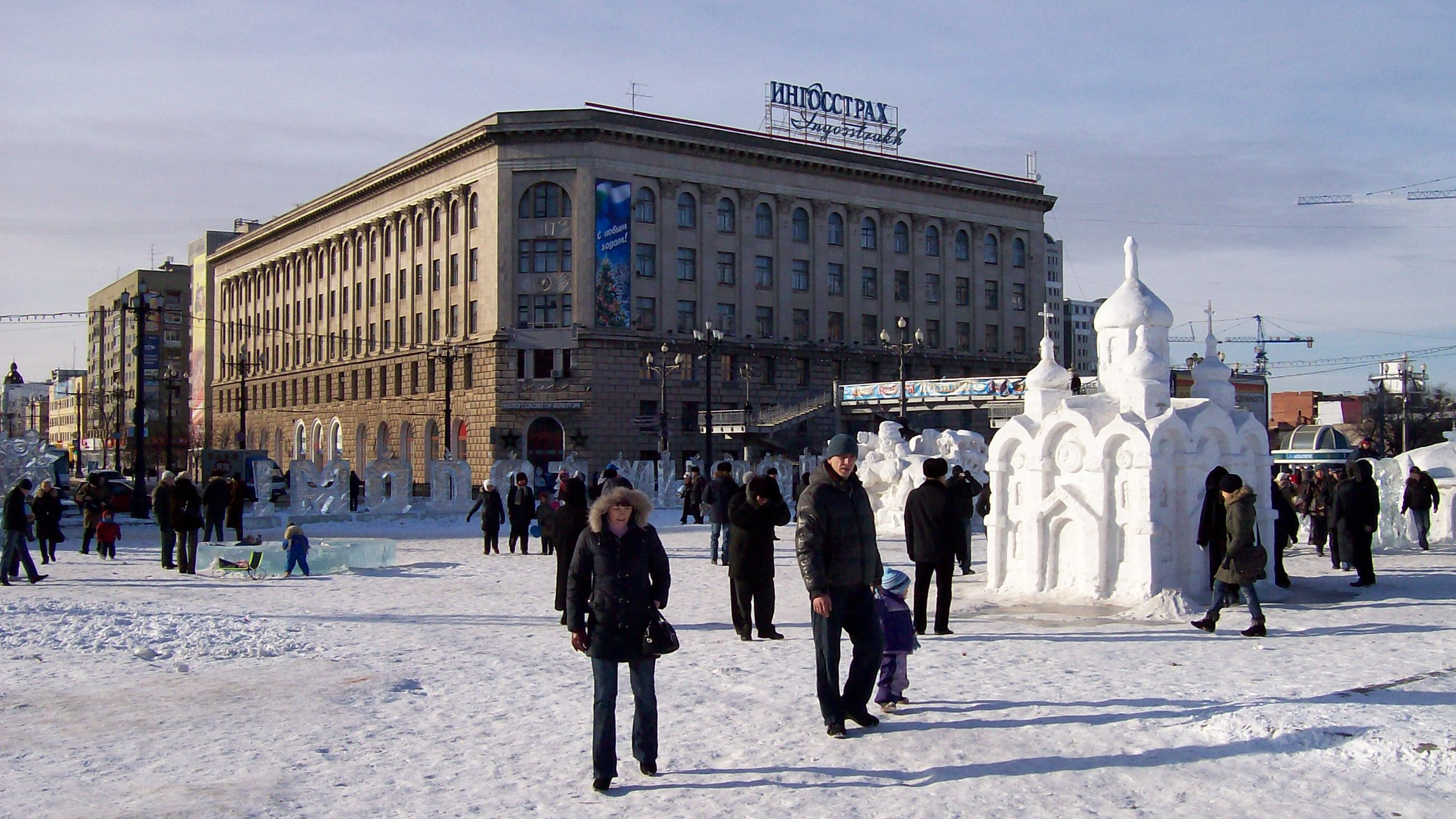
Eisskulpturen in Chabarowsk 2008

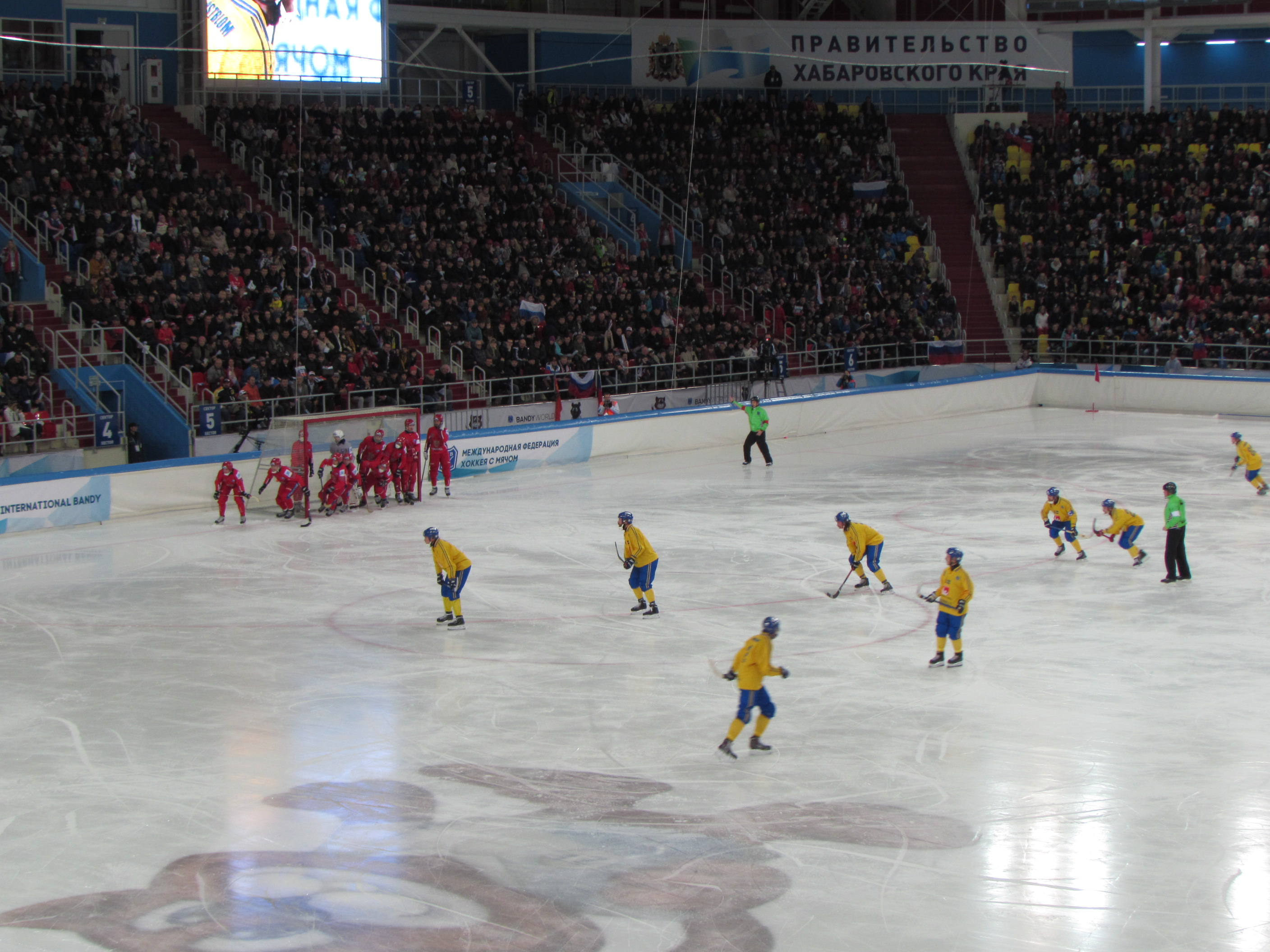
Bandy-Weltmeisterschaft 2015

Zu den bekanntesten Sportvereinen der Stadt gehört der Eishockey-Club HK Amur Chabarowsk, der am Spielbetrieb der Kontinentalen Hockey-Liga (KHL) teilnimmt. Seine Heimspielstätte ist die 2003 fertiggestellte Mehrzweckhalle Platinum Arena, die knapp 7100 Zuschauerplätze zu bieten hat und außer für Eishockeyspiele auch für Volleyballpartien sowie für Konzerte mit einer Kapazität bis zu 8500 Plätzen genutzt wird.
In Chabarowsk ist der Fußballverein FK SKA-Chabarowsk beheimatet, der die Stadt in der zweithöchsten russischen Spielklasse vertritt. Die Spiele werden im Lenin-Stadion ausgetragen.
Der Bandyverein HK SKA-Neftjanik Chabarowsk nimmt am Spielbetrieb der Superliga teil. Die Bandy-Weltmeisterschaft 1981 wurde in Chabarowsk im Lenin-Stadion ausgetragen. Die Bandy-Weltmeisterschaft 2015 fand ebenfalls in der Stadt statt, dieses Mal unter dem Dach der Jerofej Arena.
Im Winter werden regelmäßig Eisskulpturen auf den öffentlichen Plätzen gefertigt und ausgestellt. Sogar Eisbildhauer aus Harbin kommen, um an den Wettbewerben teilzunehmen.

## Wirtschaft
Nahezu 75 % der Stadtbevölkerung sind im industriellen Sektor (Maschinenbau) beschäftigt.
Wie die gesamte Region Fernost profitiert Chabarowsk vom Engagement japanischer und koreanischer Investoren.
Die Investitionen gehen hauptsächlich in den Bergbau, die Ausbeutung von natürlichen Ressourcen, die Umwandlung ehemaliger Rüstungsbetriebe, die Entwicklung eines Transportsystems und auch in die Produktion von Konsumgütern. Die ausländischen Investitionen werden auf über 120 Millionen US-Dollar geschätzt.
Am 31. Dezember 2009 hat die russische Regierung beschlossen, in der Region Chabarowsk auf dem Territorium des Gebiets Sowjetskaja Gawan, einschließlich des Territoriums des gleichnamigen Hafens, eine Sonderwirtschaftszone zu errichten.

## Verkehr
In Chabarowsk, 700 Kilometer vor Wladiwostok, überquert die Transsibirische Eisenbahn auf einer drei Kilometer langen Brücke den Amur. Die Stadt ist Verwaltungssitz der Fernöstlichen Regionaldirektion der Russischen Staatsbahn. Die Direktion betreibt nicht nur alle Eisenbahnlinien samt zugehöriger Infrastruktur im Großraum Chabarowsk, sondern auch ein über 5991 Kilometer langes Schienennetz vorwiegend im Föderationskreis Ferner Osten.
Den ÖPNV der Stadt übernimmt unter anderem die Straßenbahn Chabarowsk. Das meistgenutzte Verkehrsmittel sind allerdings Busse und private Kleinbusse (Marschrutkas). Man bezahlt pro Fahrt, muss also beim Umsteigen eine neue Fahrkarte kaufen. Bislang (Stand 2008) gibt es keine Zeitkarten oder Tageskarten. Veteranen und Rentner fahren aber in staatlichen und manchen privaten Verkehrsmitteln kostenlos.
Chabarowsk besitzt einen Flughafen, der 1993 umgebaut (neues Terminal) und 2007 generalrenoviert wurde. Von Moskau fliegen z. B. Aeroflot, S7 Airlines und Domodedovo Airlines direkt nach Chabarowsk. Ferner gibt es internationale Verbindungen nach Japan, Korea und China sowie etliche regionale Verbindungen, z. B. nach Magadan, Juschno-Sachalinsk, Wladiwostok, Blagoweschtschensk und andere.
Das Straßennetz wird in jüngster Zeit vielfach erweitert und ist meist von recht guter Qualität. Nur Straßen zu entlegeneren Ortschaften sind nicht asphaltiert. Die Zunahme des Rohstoff- und Mineralienabbaus in großen Minen der teils entlegenen Regionen dürfte weitere Investitionen nach sich ziehen.
Die Fernost-Kindereisenbahn ist eine schmalspurige Pioniereisenbahn in Chabarowsk.
Die Fernstraße R297 Amur verbindet die Stadt mit Tschita größtenteils entlang des namensgebenden Flusses Amur. Hier beginnt auch A370 Ussuri und führt auf einer Gesamtlänge von 760 km nach Wladiwostok. Ebenfalls in Chabarowsk beginnt die A375 Wostok, die nach 824 km in Nachodka endet. Die 695 km lange Fernstraße A376 verbindet Chabarowsk mit Komsomolsk am Amur.
Auf dem Amur findet in der eisfreien Zeit ein Güterverkehr mit dem flussaufwärts gelegenen chinesischen Fuyuan statt.
Im Juli 2022 wurde der Bau der mautpflichtigen Umgehungsstraße von Chabarowsk abgeschlossen, die Chabarowsk östlich umgeht.

## Bildung
In Chabarowsk befinden sich folgende Hochschulen:
- Staatliche Geisteswissenschaftliche Universität des Fernen Ostens
- Staatliche Medizinische Universität des Fernen Ostens
- Staatliche Universität der Pazifikregion
- Staatliche Universität für Verkehrswesen des Fernen Ostens

## Söhne und Töchter der Stadt
- Andrey Alexander, Künstler, Regisseur und Autor
- Sergei Serensen (1905–1977), Ingenieur und Werkstoffwissenschaftler
- Hŏ Ka-i (1908–1953), sowjetisch-nordkoreanischer Politiker
- Nikifor Popow (1911–1983), Langstreckenläufer
- Alexander Komarow (1923–2013), Eishockeyspieler und -trainer
- Wadim Krotow (1932–2015), Mathematiker, Kybernetiker und Hochschullehrer
- Juri Schabanow (1937–2010), Schachgroßmeister
- Adolf Schajewitsch (* 1937), seit 1983 Rabbiner der Choral-Synagoge, der Hauptsynagoge von Moskau
- Wiktor Ugrjumow (* 1939), belarussischer Dressurreiter
- Alexei Nikantschikow (1940–1972), Fechter
- Inna Medwedskaja (* 1943). Iranistin
- Alexander Fischer (* 1944), sowjetisch-österreichischer Jazz-Trompeter
- Galina Piljuschenko (* 1945), Skilangläuferin
- Igor Sacharow-Ross (* 1947), Pionier auf dem Gebiet des interdisziplinären Kunstschaffens
- Sergei Bodrow (* 1948), Filmregisseur, Drehbuchautor und Produzent
- Tatyana Karimova (* 1948), usbekische Wirtschaftswissenschaftlerin
- Sergei Schtogrin (* 1948), Politiker
- Wiktor Kowaljow (1953–2007), Bandyspieler und -trainer
- Konstantin Sidenko (* 1953), Admiral
- Efim Zelmanov (* 1955), Mathematiker
- Aljaksandr Kassjankou (* 1956), belarussischer Wasserspringer
- Natalja Polosmak (* 1956), Archäologin und Hochschullehrerin
- Andreï Tchmil (* 1963), ehemaliger Profi-Radrennfahrer, der 1998 die belgische Staatsbürgerschaft annahm
- Jelena Chudaschowa (* 1965), Basketballspielerin
- Sergei Tschepikow (* 1967), Biathlet
- Igor Kamenz (* 1968), russisch-deutscher Pianist
- Darja Aslamowa (* 1969), Journalistin
- Alexander Mogilny (* 1969), Eishockeyspieler
- Leonid Schaposchnykow (* 1969), ukrainischer Ruderer
- Sergei Ugrjumow (* 1971), Theater- und Filmschauspieler
- Pjotr Buslow (* 1976), Filmregisseur
- Julija Nemaja (* 1977), Eisschnellläuferin
- Pjotr Dubrow (* 1978), Raumfahrer
- Dmitri Tarassow (1979–2023), Eishockeyspieler
- Jekaterina Rosenberg (* 1980), Mittelstreckenläuferin
- Alexander Blinow (* 1981), Sportschütze
- Gleb Klimenko (* 1983), Eishockeyspieler
- Iwan Skobrew (* 1983), Eisschnelllauf-Allrounder
- Jewgeni Zaregorodzew (* 1983), Eishockeytorhüter
- Oleksandr Alijew (* 1985), ukrainischer Fußballspieler
- Anton Konowalow (* 1985), Skirennläufer
- Olena Kostewytsch (* 1985), ukrainische Weltmeisterin und Olympiasiegerin im Wettbewerb der 10 m-Luftpistole
- Anton Mindlin (* 1985), Bahn- und Straßenradrennfahrer
- Alexander Panschinski (* 1989), Skilangläufer
- Jewgeni Gratschow (* 1990), Eishockeyspieler
- Dmitri Lugin (* 1990), Eishockeyspieler
- Georgi Berdjukow (* 1991), Eishockeyspieler
- Stanislaw Botscharow (* 1991), Eishockeyspieler
- Anna Prugowa (* 1993), Eishockeytorhüterin
- Darja Serenko (* 1993), Lyrikerin, Kuratorin und Künstlerin, Feministin und LGBT-Aktivistin
- Michail Grigorenko (* 1994), Eishockeyspieler
- Artjom Sub (* 1995), Eishockeyspieler
- Lew Kazman (* 2001), Tischtennisspieler

## Städtepartnerschaften
Chabarowsk listet folgende Partnerstädte auf:
- Niigata, Japan, seit 1965
- Portland, Vereinigte Staaten, seit 1988
- Victoria, Kanada, seit 1990
- Harbin, Volksrepublik China, seit 1993
- Bucheon, Südkorea, seit 2002
- Sanya, Volksrepublik China, seit 2011
- Ch’ŏngjin, Nordkorea, seit 2011